# AAM-2

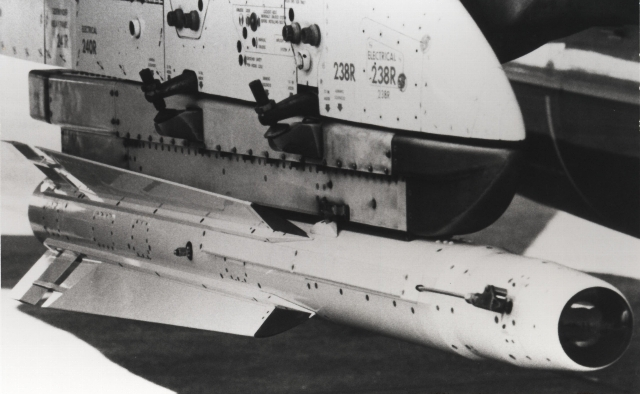
AAM-2

AAM-2は、日本が独自開発した空対空ミサイル。航空自衛隊の採用を目指したが、制式採用には至らなかった。

## 開発経緯
1968年に航空自衛隊の次期主力戦闘機としてF-4Eの改修型が選定された。そこでは、AIM-4Dファルコン・ミサイルの搭載が選定理由の一つに挙げられている。
1969年に69式空対空誘導弾が制式化したことにより、1970年よりF-4搭載用空対空ミサイルとしてXAAM-2の開発が開始された。技術研究本部と三菱重工による開発であり、性能は、AIM-4Dを超えることを目標としていた。
誘導方式はAIM-4Dと同じく赤外線ホーミングを採用しているが、限定的ではあるものの敵機前面や側面からも攻撃できる全方位攻撃型の赤外線ホーミングを採用し、高性能ロケットモータの使用による運動性や射程の向上が図られていた。また、AIM-4Dと比較して弾頭威力を向上、近接信管も装備されており、モデルのAIM-4Dの問題であった小さな弾頭と近接信管の未装備といった問題を解決していた。そのほか、電子機器の信頼性向上が図られていた。そのため、AAM-2は外形こそモデルのAIM-4に酷似しているものの、全くの別物と言ってもいいものであった。
XAAM-2は発射試験も実施し、実用化の前段階までこぎつけた。しかし、ベトナム戦争後に余剰となっていたアメリカ製のAIM-4Dと比較すると、性能面では上回るがコスト面で太刀打ちできなかったためこれを輸入することとし、航空自衛隊に装備することとなった。このため、XAAM-2は1975年（昭和50年）に開発中止となっている。